# Haemaphysalis doenitzi
Haemaphysalis doenitzi este o specie de căpușe din genul Haemaphysalis, familia Ixodidae, descrisă de Warburton și Thomas Nuttall în anul 1909. Conform Catalogue of Life specia Haemaphysalis doenitzi nu are subspecii cunoscute.